# Камеамеа IV
Камеамеа IV (9 февраля 1834 — 30 ноября 1863; имя при рождении Александр Иолани Лиолио) — правитель Королевства Гавайи в 1855—1863 годах. 
Известен тем, что пытался активно противостоять росту американского влияния на Гавайских островах и искал помощи у британцев.
Его имя «Иолани» означает на гавайском языке «Небесный ястреб» или «Королевский ястреб». Полное имя — Алеканетеро Иолани Каланикуалиолио Мака о Иоули Кунуиакеа.

## Ранняя жизнь

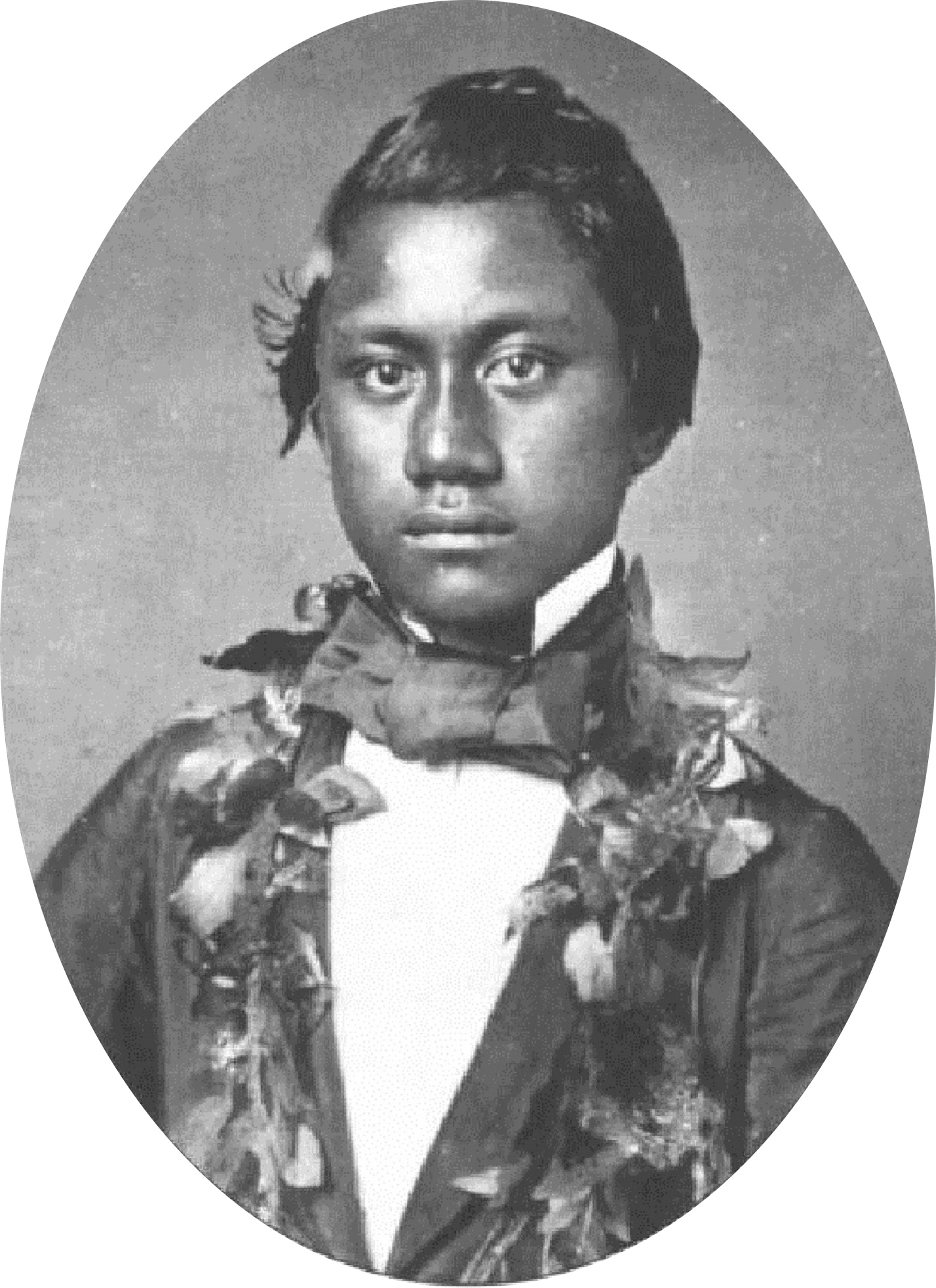
Принц Александр Иолани Лиолио

Александр Иолани Лиолио родился 9 февраля 1834 года в Гонолулу, на острове Оаху. Отец — королевский губернатор Оаху Матаио Кекуанаоа. Мать — принцесса Елизавета Кинау Кухина Нуи. Ребёнком Александр, согласно указу короля Камеамеа III назначен наследным принцем Гавайского королевства.
В 1862 году он перевёл Книгу общих молитв на гавайский язык, активно способствовал развитию в стране системы здравоохранения.
Камеамеа IV умер от хронической астмы 30 ноября 1863 года. Туземцы верили, что король умер молодым (в 29 лет) в качестве наказания за предательство его народом своих богов. Престол перешёл к его брату, который принял имя Камеамеа V.

## Дипломатия
Король являлся последовательным сторонником мира. Объявил свою страну нейтральной в ходе Гражданской войны в США.